# NGC 807
NGC 807 (również PGC 7934 lub UGC 1571) – galaktyka eliptyczna (E), znajdująca się w gwiazdozbiorze Trójkąta. Odkrył ją William Herschel 11 września 1784 roku.